# Епископ вршачки Стефан
Стефан Поповић (Чаково — Бежанија, 21. јун 1849) био је епископ Српске православне цркве на престолу пакрачких и вршачких владика.

## Биографија
Епископ Стефан рођен је у Чакову од оца поп Јована, намесника чаковачког, и мајке Јулијане Георгијевић, кћерке Јована Георгијевића пароха у Панчеву. За време школовања био је питомац епископа пакрачког Јосифа (Путника).
Чин протођакона монах Стефан добио је од епископа пакрачког Јосифа (Путника). До избора за епископа био је конзисторијални бележник и професор Богословије у Вршцу, а од 1835. до 1839. године настојатељ манастира Ковиља. Произведен је 4. децембра 1834. године за протосинђела у манастиру Крушедолу. У Ковиљу је био архимандрит, а 1839. године изабран је за члана патроната Српске новосадске гимназије.
За епископа пакрачког изабран је 1838., потврђен од стране цара 26. маја/7. јула 1839. године а хиротонисан 17. септембра 1839. године. Премештен је за епископа вршачког 1843. године. Ревносни епископ Стефан је у својим епархијама имао великих потешкоћа у борби са унијатима. У вршачкој епархији морао се борити и са тежњама бројних румунских верника за издвајање од Карловачке митрополије.
За време мађарске буне 1848. године неправедно је проглашен „мађароном", па му патријарх Јосиф (Рајачић) без суда одузео 20. јануара 1849. године епархију, и послао га у манастир Фенек.
После кратког боловања од тифуса умро је у Бежанији 21. јуна 1849. године и сахрањен у манастиру Фенеку.
Стефан Поповић је био по сведочењу савременика добричина и племенит човек. Нарочито га је ценио и опевао књижевник Јован Стерија Поповић у Вршцу. Стерија га је "оплакао" у свом "Даворју" у песмама: "Владика Стефан Поповић (6. јануар 1849) и „Надгробије Стефану Поповићу, владици вршачком”.